# Луцерна (дворец)
Дворѐцът „Лу̀церна“ (на чешки: Palác Lucerna) е сграда, която се намира между улиците „Щепанска“ и „Водичкова“ в квартала „Нове Место“ в Прага, Чехия. От 1 юни 2017 г. е народен културен паметник на Чешката република.

## Архитектура
Строежът на сградата трае от 1907 до 1921 г. по предложение на инж. Станислав Бехине и проект на Иржи Чамски и Вацлав Хавел. Постройката я осъществява строителят инж. Вацлав Хавел (дядо на бившия президент на Чехия Вацлав Хавел). Първоначално дворецът е трябвало да служи като хокеен стадион, но още в началото на строежа става ясно, че за тази цел залата няма да бъде годна откъм размер, и се налага проектът да бъде преработен бързо за голяма обществена зала. За онова време е единствената по рода си голяма сграда, тъй като е една от първите стоманобетонни сгради в Прага с оригинално направен пасаж от стъклен покрив. Цялостният архитектурен дизайн също е интересен, тъй като постройката носи присъщи за късното ар нуво и за възникващия тогава модернизъм черти. Автор на фасадата до ул. „Водичкова“ № 36/704 най-вероятно е арх. Освалд Поливка (1859 – 1983), който проектира фасадите на наемните домове на Вацлав Хавел в Прага, които Хавел продал, за да може да финансира изграждането на „Луцерна“ от 1905 г.

## Употреба
От завършването на строежа и въвеждането на комплекса в експлоатация до днешни дни става дума за значимо културно и обществено средище на главния град, при това както в бивша Чехословакия, така и в настоящата Чешка република – тук се провеждат множество концерти, балове, съвещания, конференции, модни подиуми, спортни събития (по време на Първата чехословашка република се провеждат турнири по бокс или борба). Освен с Голяма зала, дворецът разполага също с Мраморна зала, кино, бар и кафене. През годините голяма част от най-известните артисти на Чехия и чужбина имат изяви тук. Също така, откакто дворецът е в действие, пражани започват да ходят на курсове по танци в Мраморната зала.
След 1989 г. дворецът „Луцерна“ е реституиран на семейство Хавел и понастоящем е собственост на Иван Хавел и Дагмар Хавлова.

## Голяма зала
Ядро на комплекса е Голямата зала на „Луцерна“, която е 54 метра дълга, 25,5 метра широка и 9 метра висока. Заема общо три подземни етажа, побира 2500 места за провостоящи и 1500 места за седящи зрители.

## Пасаж
През двореца минава известен пасаж. На мястото на разклонението му пред входа за кино „Луцерна“ е издигната статуя на скулптора Давид Черни от 1999 г. с името „Кон“, представяща Вацлав I Свети, седящ на корема на мъртъв кон. Първоначално е поставена в долния край на Вацлавския площад. Скулптурата е инсталирана със съдействието на собственичката на двореца, Дагмар Хавлова, съпруга на президента Вацлав Хавел, която сключва споразумение със скулптора, според което творбата трябва да виси в пасажа на „Луцерна“, докато в земите на Чешката корона не бъде възстановена конституционната монархия. От разклонението в посока към Вацлавския площад излиза пасажът „Рококо“, където в непосредствена близост се намира театърът „Рококо“.
„Луцерна“ е една от 26-те сгради в Прага с работещ патерностер. Той е разположен срещу входа на Голямата зала и минава през шест етажа в южната част от обекта.

## Фотогалерия
- Изглед от ул. „Водичкова“
- Входът, погледнат от ул. „Щепанска“
- Входът на киното
- Скулптурата на Давид Черни в пасажа
- Голямата зала на „Луцерна“
- Абитуриентски бал през 2014 г.
- Бюст на Вацлав Хавел от Ян Щурса
- Покривът на двореца